# Ernst-Happel-Stadion
Ernst-Happel-Stadion este un stadion de fotbal din Viena, Austria, deschis în 1931 și renovat în 1986. Este unul din cele opt stadioane pe care s-au jucat meciurile de la Campionatul European de Fotbal 2008, cel mai mare și cel pe care s-a disputat Finala Campionatului European de Fotbal 2008.

## Fotbal
Ernst-Happel-Stadion este cel mai mare stadion de fotbal din Austria. Este stadionul echipei naționale de fotbal a Austriei. Meciurile găzduite se rezumă în general la cele de cupă internă și competiții internaționale atunci când joacă una dintre echipele de top ale Vienei, FK Austria Wien sau SK Rapid Wien, pentru că stadioanele lor sunt prea mici pentru a găzdui meciuri UEFA Champions League sau Cupa UEFA. Tot aici s-au jucat derbiurile locale între Austria Viena și Rapid Viena.
Stadionul este cotat ca unul dintre stadioanele de cinci stele ale UEFA permițând găzduirea finalei UEFA Champions League. Capacitatea stadionului a fost extinsă la 53,008 pentru Campionatul European de Fotbal 2008, cu finala găzduită de acest stadion. Stadionul a găzduit 3 meciuri de grupă, 2 meciuri de sferturi de finală și semifinală. Recordul de spectatori a fost de 92,706 pentru un meci împotriva URSS în 1960. Capacitatea a fost redusă de atunci.

### Meciuri mai importante sustinute pe acest stadion
- 1995 Finala Ligii Campionilor: Ajax 1 – 0 AC Milan
- 1990 Finala Cupei Campionilor Europeni: AC Milan 1 – 0 Benfica
- 1987 Finala Cupei Campionilor Europeni: FC Porto 2 – 1 Bayern München
- 1970 Finala Cupei Cupelor UEFA: Manchester City F.C. 2 – 1 Górnik Zabrze
- 1964 Finala Cupei Campionilor Europeni: Inter Milan 3 – 1 Real Madrid